# Rosa Parks
Rosa Louise Parks, z domu McCauley (ur. 4 lutego 1913 w Tuskegee, zm. 24 października 2005 w Detroit) – afroamerykańska działaczka na rzecz praw człowieka. Jest uznawana za jeden z symboli walki z segregacją rasową, a także jest nazywana „matką ruchu praw obywatelskich”. Uhonorowana między innymi Złotym Medalem Kongresu Stanów Zjednoczonych i Prezydenckim Medalem Wolności.

## Życiorys

### Młodość
Rosa Louise McCauley urodziła się 4 lutego 1913 roku w Tuskegee w stanie Alabama jako pierwsze dziecko małżeństwa Jamesa i Leony McCauley. W sierpniu 1915 roku urodził się jej brat Sylvester, a wkrótce później małżeństwo jej rodziców rozpadło się. W efekcie matka Rosy McCauley, wraz z nią i jej bratem, przeprowadziła się do miejscowości Pine Level w Hrabstwie Montgomery w stanie Alabama, gdzie zamieszkali z rodzicami Leony (dziadkami Rosy McCauley ze strony matki). W Pine Level Rosa McCauley uczęszczała do szkoły wiejskiej, którą ukończyła w wieku 11 lat. Następnie, za sprawą matki, która zapisała ją do prywatnej szkoły Montgomery Industrial School for Girls, przeprowadziła się do Montgomery w stanie Alabama. Po ukończeniu edukacji w tej placówce rozpoczęła naukę w szkole średniej Alabama State Teacher’s College High School, przeznaczonej dla Afroamerykanów.
W wieku 16 lat McCauley przerwała naukę w szkole, aby wrócić do rodzinnego domu pomagać umierającej babci. Po śmierci babci przygotowywała się do powrotu do szkoły średniej, jednak choroba matki spowodowała, że postanowiła pozostać w domu, aby się nią opiekować. 18 grudnia 1932 roku wzięła ślub z Raymondem Parksem, przyjmując jego nazwisko. Dzięki wsparciu ze strony męża powróciła do nauki w szkole średniej, którą ostatecznie ukończyła w 1934 roku. Pracowała jako krawcowa.
W latach 30. włączyła się w działania na rzecz uwolnienia „chłopców ze Scottsboro”. Mimo obaw męża, który martwił się o jej bezpieczeństwo, w grudniu 1943 roku dołączyła do oddziału National Association for the Advancement of Colored People (Krajowego Stowarzyszenia na Rzecz Popierania Ludności Kolorowej; w skrócie NAACP) w Montgomery (jego działaczem był jej mąż), zostając jego sekretarką (funkcję tę pełniła do 1956 roku). Działając w NAACP, podjęła ścisłą współpracę z przewodniczącym oddziału – Edgarem Danielem Nixonem. Została także liderką młodzieży w tym oddziale.

### Bojkot autobusów w Montgomery

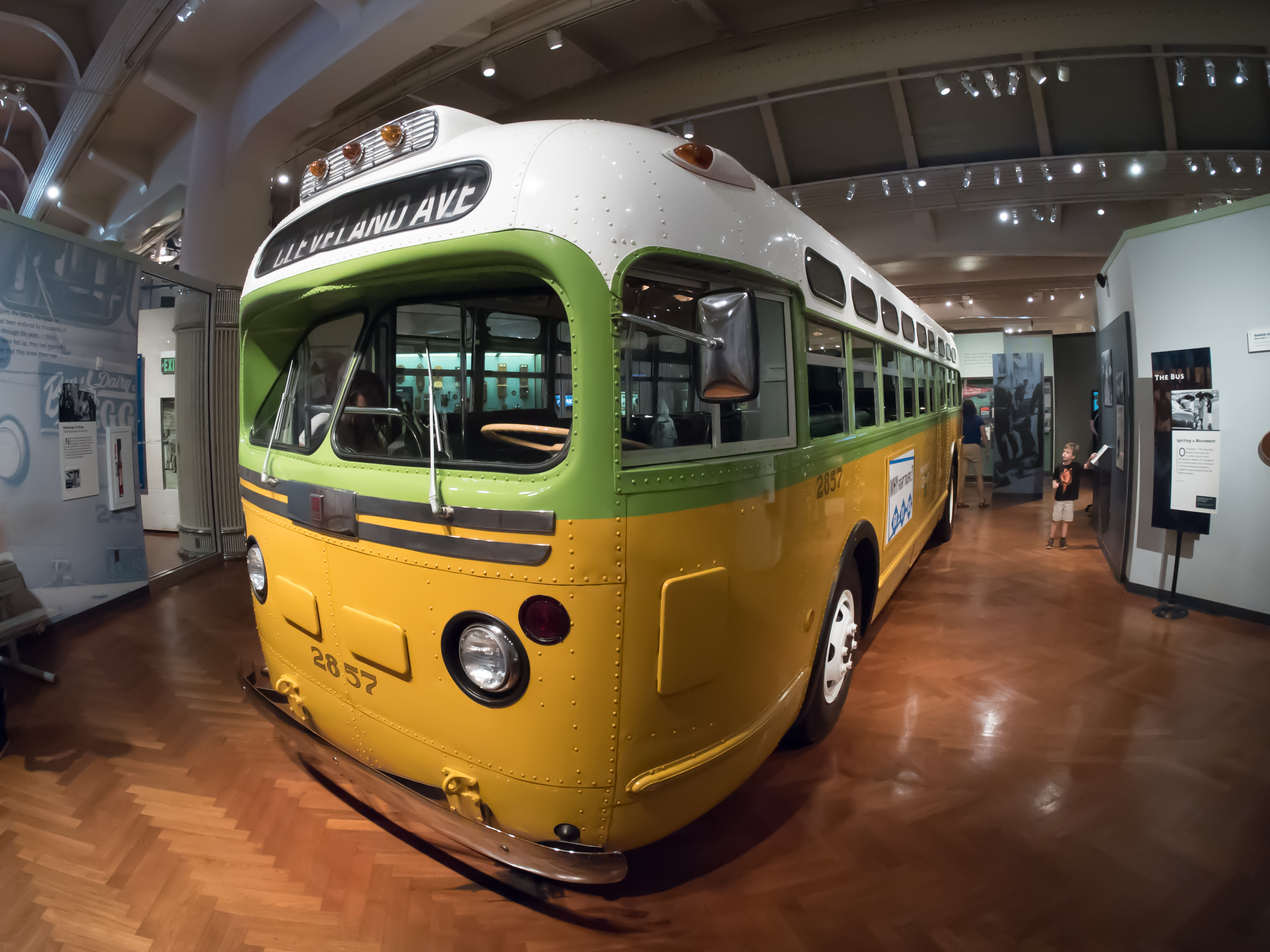
Autobus, w którym Rosa Parks odmówiła opuszczenia swojego miejsca na rzecz białego pasażera.

1 grudnia 1955 roku Parks wracała autobusem komunikacji miejskiej po zakończeniu dnia pracy w domu towarowym Montgomery Fair. Zgodnie z wówczas obowiązującymi przepisami prawa określona liczba rzędów siedzeń z przodu autobusu zarezerwowana była dla białych pasażerów, a czarnoskórzy mogli korzystać tylko z pozostałych, położonych z tyłu autobusu miejsc. Dodatkowo funkcjonowała niepisana zasada, iż – w razie zajęcia przez białych pasażerów wszystkich przeznaczonych dla nich miejsc – czarnoskórzy powinni ustąpić miejsca kolejnym białym osobom chcącym zająć miejsce. Taka sytuacja zdarzyła się właśnie 1 grudnia 1955 roku – w związku z tym kierowca autobusu nakazał czterem osobom siedzącym w pierwszym rzędzie przeznaczonym dla czarnoskórych opuszczenie swoich miejsc, aby biali pasażerowie mogli je zająć – pozostałe trzy osoby wykonały to polecenie, jednak Rosa Parks odmówiła.

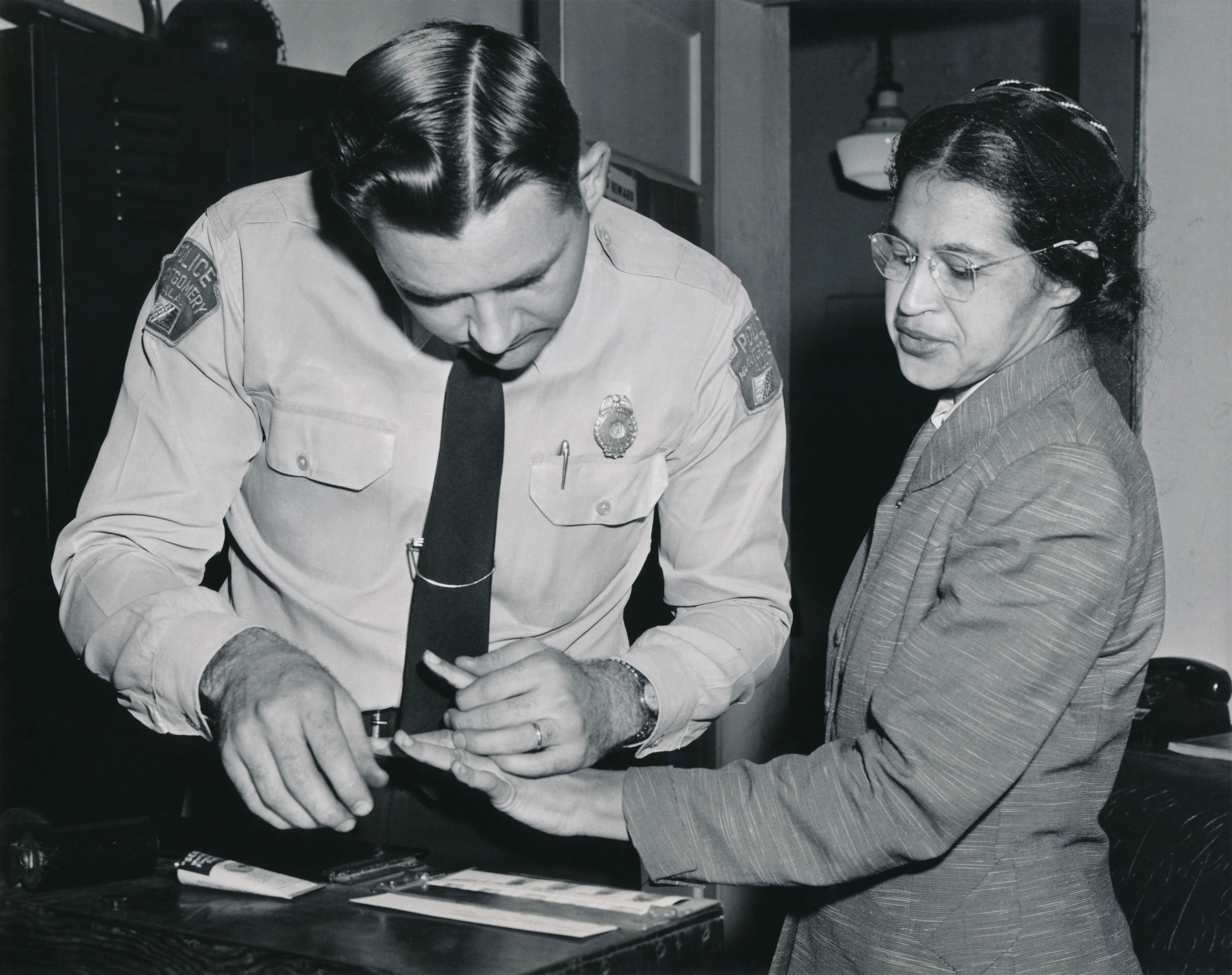
Pobranie odcisków palców Rosy Parks 22 lutego 1956 r.

Kierowca autobusu wezwał wówczas policję, która zatrzymała Parks za naruszenie miejscowych przepisów dotyczących korzystania ze środków komunikacji i umieściła ją w areszcie. Tam Parks skontaktowała się telefonicznie ze swoim mężem i tego samego wieczoru opuściła areszt za kaucją. Rozprawa sądowa w jej sprawie odbyła się 5 grudnia 1955 roku – Parks została wówczas uznana winną naruszenia przepisów dotyczących segregacji rasowej, a sąd wymierzył jej grzywnę w wysokości 10 dolarów amerykańskich, a także obciążył ją kosztami sądowymi w wysokości czterech dolarów. Parks odmówiła jednak zapłacenia i odwołała się od wyroku do sądu obwodowego. W związku z tymi działaniami wspólnie z mężem zostali pozbawieni pracy, a także stali się adresatami licznych pogróżek. Ostatecznie sprawa trafiła do Sądu Najwyższego Stanów Zjednoczonych, który wyrokiem z 13 listopada 1956 roku uznał przepisy wprowadzające i regulujące segregację rasową w autobusach za niekonstytucyjne.
Z inicjatywy Edgara Daniela Nixona przed rozprawą Parks w szkołach dla czarnoskórych mieszkańców Montgomery rozdano około 35 tysięcy ulotek zachęcających czarnoskórych mieszkańców miasta do bojkotu autobusów miejskich w dniu jej rozprawy. Akcja ta okazała się dużo większym sukcesem niż spodziewali się jej organizatorzy. Postanowili więc oni utworzyć związek o nazwie Montgomery Improvement Association, na przewodniczącego którego wybrany został Martin Luther King. Zainicjowany 5 grudnia 1955 roku bojkot trwał łącznie 381 dni i zakończył się 20 grudnia 1956 roku, dzień po dostarczeniu do Montgomery pisemnego wyroku Sądu Najwyższego w sprawie Parks. W jego trakcie czarnoskórzy mieszkańcy Montgomery spotykali się z aktami przemocy ze strony białych mieszkańców miasta (zaatakowano między innymi domy Nixona i Kinga), jednak nie przerwali swojego bojkotu. Ich akcja spotkała się z dużym zainteresowaniem ze strony zarówno krajowych, jak i międzynarodowych mediów, a pokojowe protesty czarnoskórych przeciwko segregacji rasowej najpierw rozprzestrzeniły się w południowych stanach, a następnie w całym kraju.
Dzięki swojemu zachowaniu, które dało początek temu ruchowi, Parks nazywana jest „matką ruchu praw obywatelskich”.

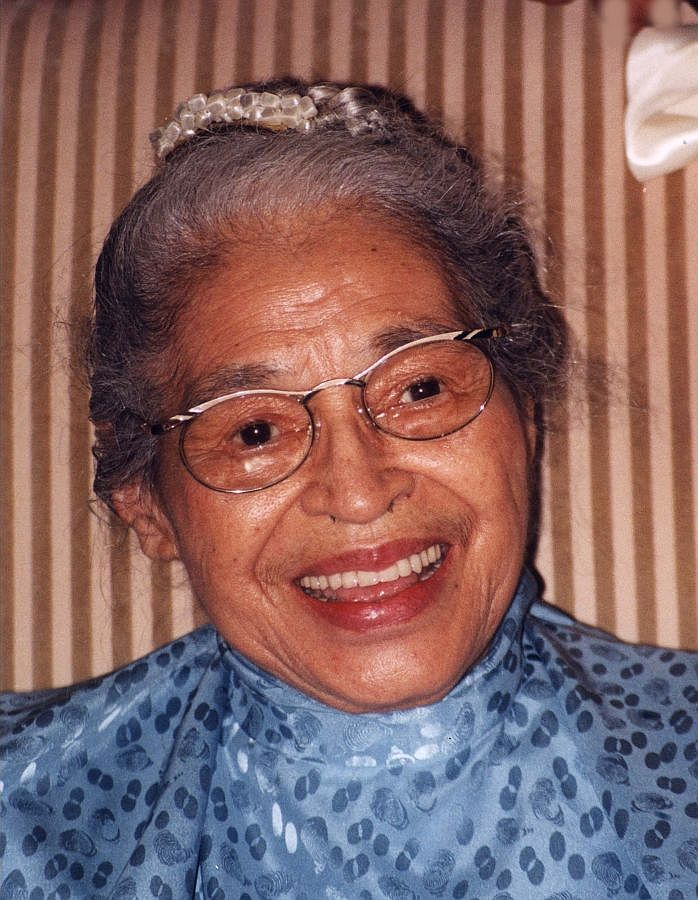
Parks w 1999

### Po bojkocie

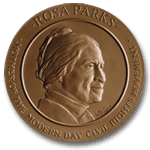
Złoty Medal Kongresu Stanów Zjednoczonych, jakim Rosa Parks została odznaczona w 1999 roku.

Na początku 1957 roku, po tym, jak nie mogła znaleźć pracy w Montgomery, Parks przeprowadziła się do Hampton w stanie Wirginia. Kilka miesięcy później, za namową brata, który wówczas mieszkał w Detroit w stanie Michigan, przeprowadziła się do tego miasta wspólnie z matką i mężem. W 1964 roku została diakonisą w Afrykańskim Kościele Metodystyczno-Episkopalnym. W 1965 roku została zatrudniona w biurze kongresmena Johna Conyersa w Detroit, gdzie do 1988 roku (gdy odeszła na emeryturę) odpowiadała za pomoc w sprawach administracyjnych. Jej brat, matka i mąż zmarli na nowotwór w latach 1977–1979. W tym czasie nadal działała w NAACP. W 1987 roku, dla uhonorowania zmarłego męża, wspólnie z Elaine Eason Steele, powołała Rosa and Raymond Parks Institute for Self Development, którego zadaniem jest pomoc młodzieży (w wieku od 11 do 17 lat) z Detroit w wykorzystywaniu jej potencjału.
Po odejściu na emeryturę brała udział w wielu spotkaniach na rzecz praw obywatelskich. Napisała 4 książki: „Rosa Parks: My Story” (współautor: Jim Haskins), „Quiet Strength” (współautor: Gregory J. Reed), „Dear Mrs. Parks: A Dialogue With Today’s Youth” (współautor: Gregory J. Reed) i „I AM ROSA PARKS” (współautor: Jim Haskins). W ostatnich latach życia cierpiała na otępienie. Przez pewien czas była również leczona w szpitalu po tym, jak w jej domu pobił ją 28-letni włamywacz, który ukradł jej niewielką sumę pieniędzy (53 dolary). Miała także problemy finansowe, a w opłacaniu czynszu pomagał jej lokalny Kościół. Zmarła 24 października 2005 roku w Detroit.
Rosa Parks była wielokrotnie honorowana i nagradzana za swoją działalność. Otrzymała ponad 40 honorowych doktoratów różnych szkół wyższych. W 1996 roku Bill Clinton odznaczył ją Prezydenckim Medalem Wolności (najwyższym amerykańskim odznaczeniem cywilnym), a w 1999 w uznaniu wkładu dla narodu, jako „pierwszej damie praw obywatelskich” i „matce ruchu wolnościowego”, której „cicha godność rozpaliła najbardziej znaczący ruch społeczny w historii Stanów Zjednoczonych – została uhonorowana Złotym Medalem Kongresu Stanów Zjednoczonych. W 2001 roku w Montgomery otworzone zostały muzeum i biblioteka jej imienia.